# Adams Center (New York)
Adams Center est une census-designated place du comté de Jefferson, dans l'État de New York, aux États-Unis,. En 2020, elle compte une population de 1 492 habitants.